# Apolemichthys trimaculatus

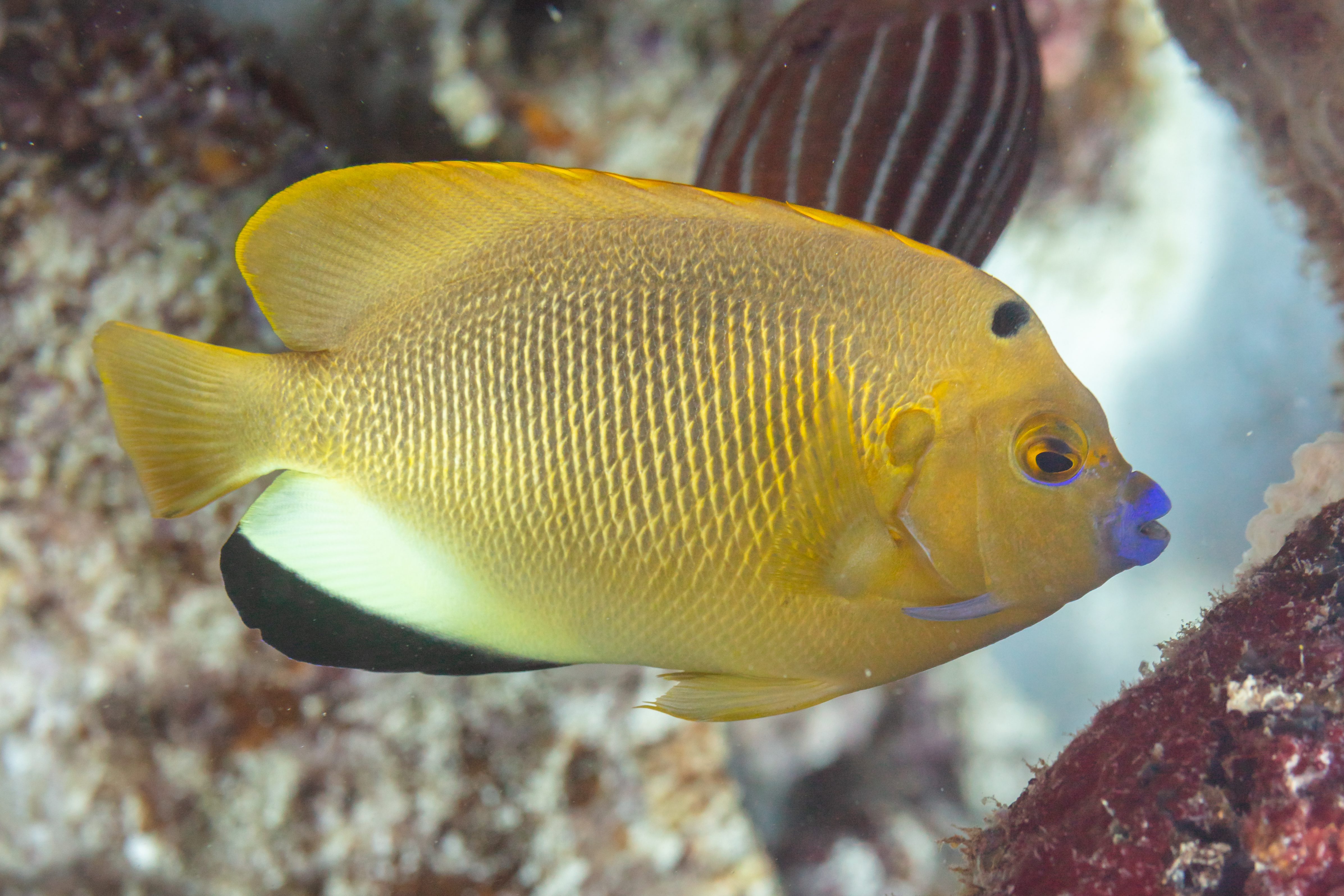
Ejemplar en Zanzíbar, Tanzania.

Apolemichthys trimaculatus es una especie de pez de la familia Pomacanthidae, se encuentran en el Océano Pacífico Indo occidental, en el Sur de África, Este de Samoa, al Sur de Japón y al Sur de Australia. La especie fue reconocida científicamente por el naturalista Cuvier en el año 1831.

## Características
Su longitud máxima es de 26 cm, se encuentran junto a los arrecifes de coral en una profundidad que va de los 3 a los 40 m, se alimentan de esponjas. Andan solos o en pareja. El color del cuerpo es amarillo brillante, sus labios son azulados y tiene un punto negro en la frente, su cuerpo es aplanado. 
El pez ángel guardián o de tres manchas es una especie hermafrodita protógina, todos los ejemplares son inicialmente hembras para después cambiar a macho. Las estructuras sociales se basan en un macho que controla un territorio donde habitan varias hembras. La reproducción se realiza en pareja y la freza es arrastrada libremente de forma pelágica. La fase larvaria dura entre tres y cuatro semanas. 
Es una especie difícil de aclimatar a cautividad porque presenta una alimentación especializada en esponjas, algas y microfauna que se desarrolla entre ellas.